# Aias Salamina FC
O Aias Salamina FC (em grego: Αθλητικός Σύλλογος Σαλαμίνας ο Αίας ΠΑΕ) ou também Aias Salamina, é um clube de futebol grego, sediado em Perama (Creta), Grécia, que está na Gamma Ethniki. Foi fundado em 1931.